# Podhájský rybník (Michnovka)
Podhájský rybník o rozloze vodní plochy 1,62 ha se nalézá asi 1 km severozápadně od vesnice Michnovka v okrese Hradec Králové. Rybník je evidován jako významný krajinný prvek a je využíván pro chov ryb.

## Galerie

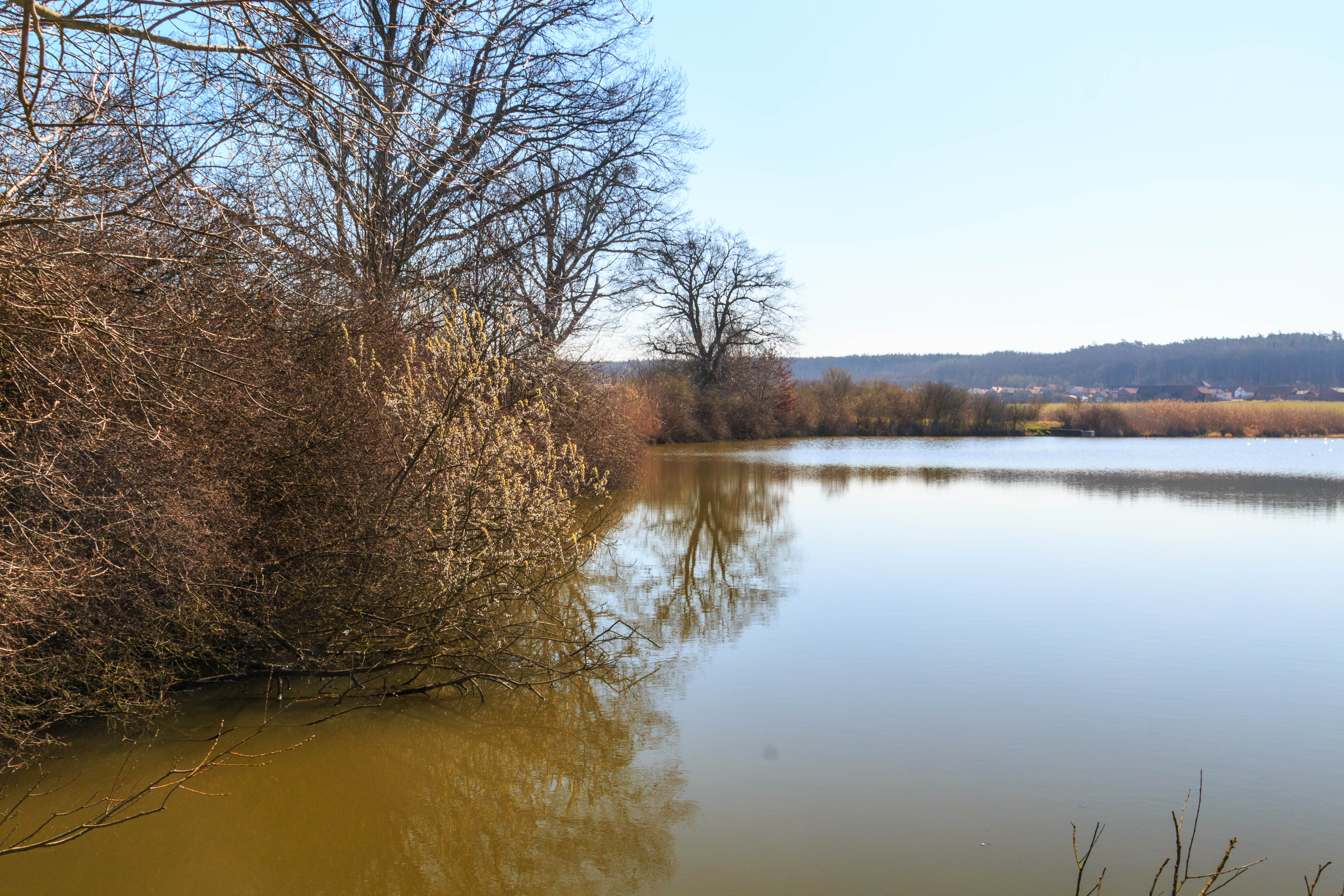
Pohledy na Podhájský rybník
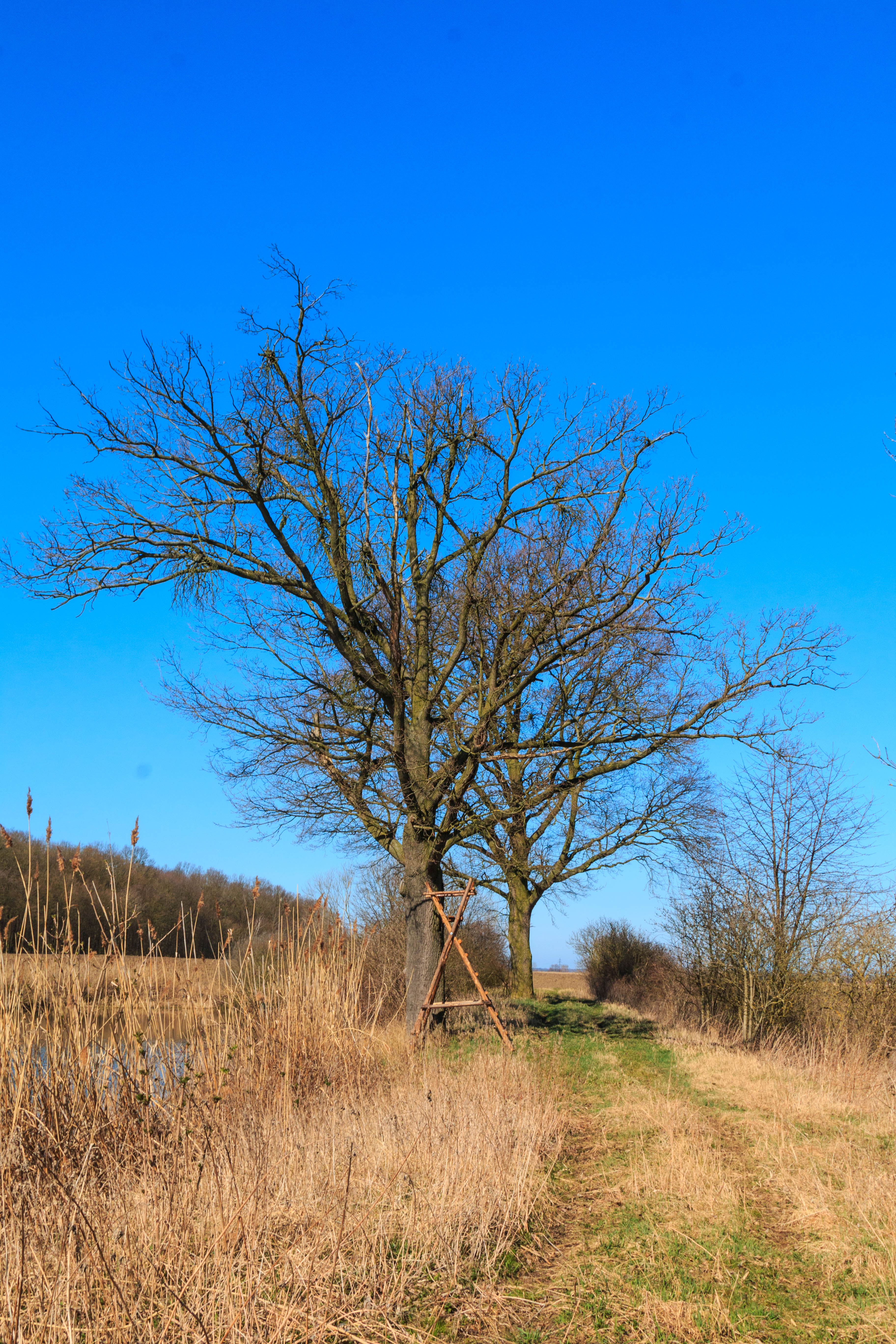
Pohledy na Podhájský rybník - hráz
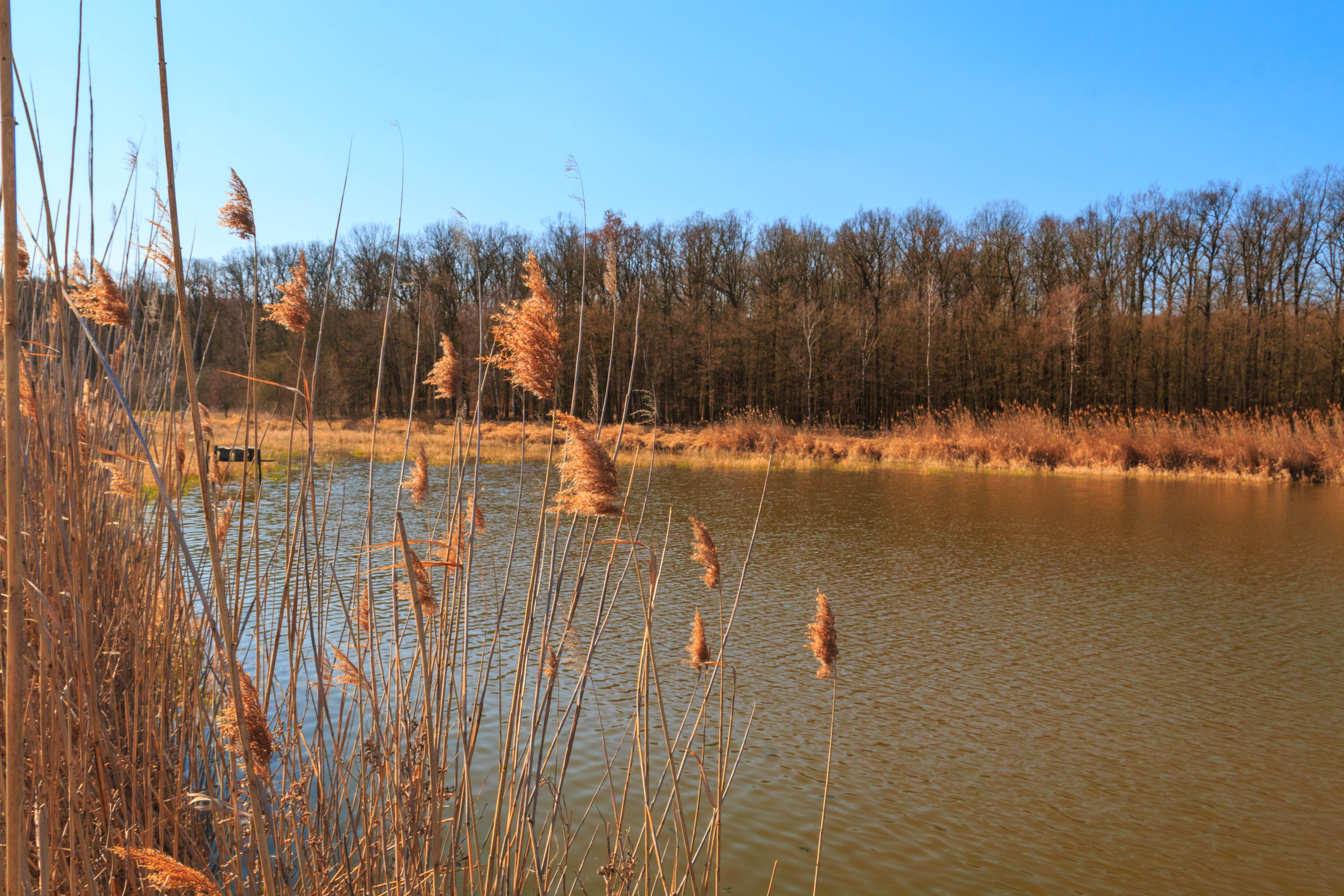
Pohledy na Podhájský rybník
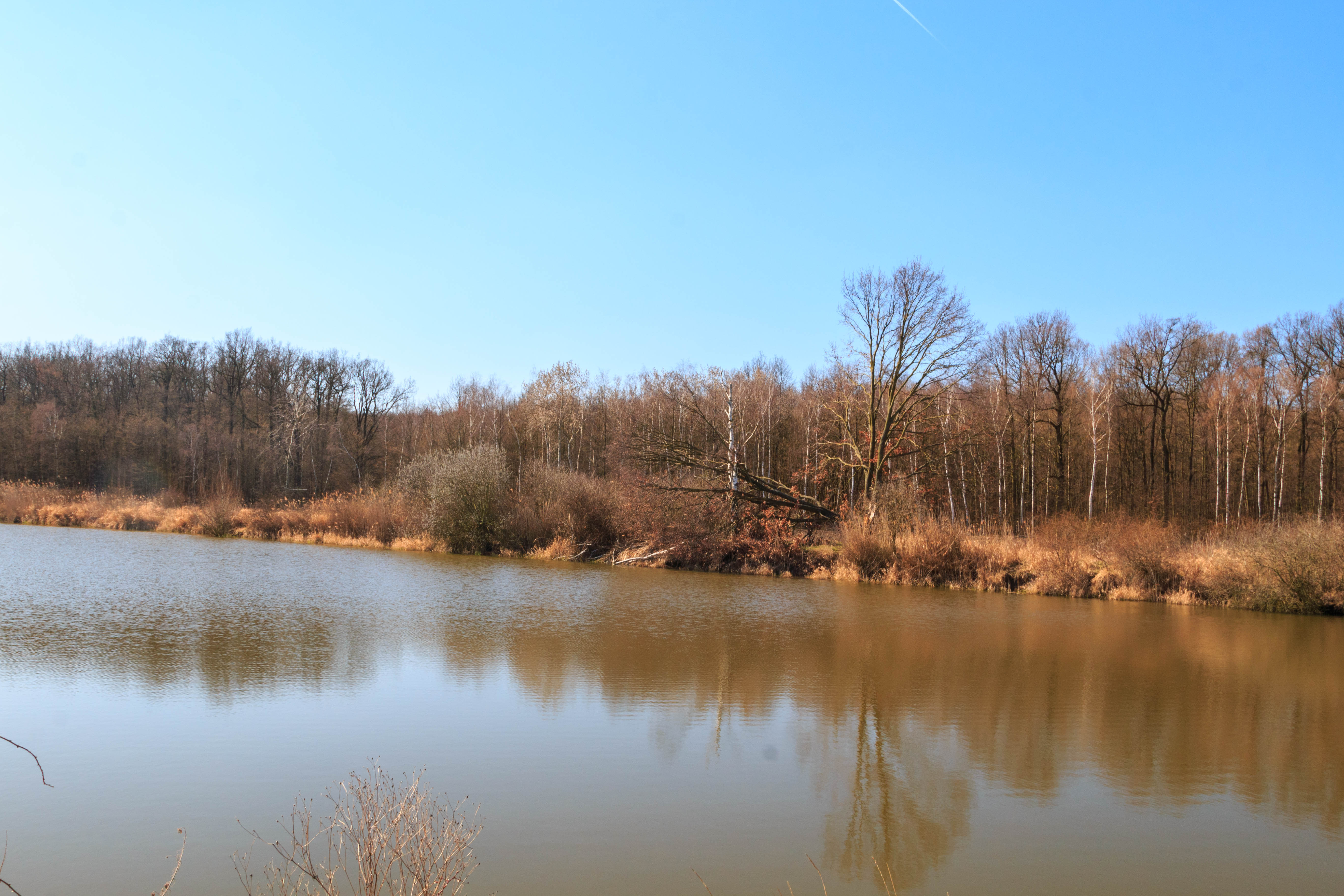
Pohledy na Podhájský rybník